# Klyxum simplex
Klyxum simplex är en korallart som först beskrevs av Thomson och Dean 1931.  Klyxum simplex ingår i släktet Klyxum och familjen Alcyonidae. Inga underarter finns listade i Catalogue of Life.